# Bussin
«Bussin» es una canción de la rapera trinitense-estadounidense Nicki Minaj y el rapero estadounidense Lil Baby, estrenada como sencillo en formato digital y streaming a través de Republic Records el 11 de febrero de 2022. La pista, que ha sido descrita como «premonitoria» por la crítica, es la segunda colaboración entre ambos artistas, a solo una semana de la publicación de «Do We Have a Problem?»

## Antecedentes y composición
El 4 de febrero de 2022, Nicki Minaj y Lil Baby lanzaron un sencillo en conjunto titulado «Do We Have a Problem?». El videoclip que acompaña el sencillo terminaba con un adelanto del estreno de «Bussin», lo que generó una reacción positiva entre los seguidores de los artistas. Minaj anunció el lanzamiento de la canción a través de su cuenta oficial en Twitter, cuya portada oficial se reveló eventualmente el 7 de febrero del mismo año. Según la propia artista, el tema formará parte de su próximo quinto álbum de estudio, y fue descrito por Minaj como un «viernes rosa». La canción tiene a Minaj junto a Lil Baby frente a un estilo «premonitorio», mientras que este último entrega un «verso de rap fluido».

## Historial de lanzamiento
| País  | Fecha                 | Formato(s)                 | Discográfica | Ref.  |
| ----- | --------------------- | -------------------------- | ------------ | ----- |
| Mundo | 11 de febrero de 2022 | Descarga digital streaming | Republic     | [ 9 ] |

## Charts
| Chart (2022)                           | Peak position |
| -------------------------------------- | ------------- |
| Canadá (Canadian Hot 100)              | 40            |
| Global 200 (Billboard)                 | 27            |
| Hungría (Single Top 40)                | 37            |
| Irlanda (IRMA)                         | 89            |
| Nueva Zelanda (RMNZ)                   | 9             |
| Sudáfrica (RISA)                       | 35            |
| Reino Unido (UK Singles Chart)         | 70            |
| Estados Unidos (Billboard Hot 100)     | 20            |
| Estados Unidos (Hot R&B/Hip-Hop Songs) | 5             |